# Ечемично вино
Ечемично вино (на английски: barley wine) или Барли уайн е силна английска бира, разновидност на стила силен ейл (Strong Ale), с кехлибаренозлатист до черен цвят, и с алкохолно съдържание: 8 – 12 + % об. Според някои автори обособяването на ечемичното вино в отделен стил е излишно и то е само разновидност на стила стар ейл. Основните производители на такива ейлове са в Англия и САЩ, но ечемични вина произвеждат и отделни пивоварни в Канада, Австралия, Белгия, Дания, Италия и др.

## История и характеристика
Ечемичното вино възниква през 18 – 19 век, когато Англия води чести войни с Франция, и за английските военни и аристократи е било въпрос на патриотизъм и лична чест да пият силна английска бира, а не изтънчените френски вина от Бордо и Бургундия. Това е силна английска бира с алкохол най-често между 8 и 12 % об. отлежавала в дървени бурета за период между една и две години. По този начин бирата, в резултат на продължителното отлежаване и контакта с дървото, добива и някои органолептични характеристики, типични за виното. Първата търговска марка, етикирана като ечемично вино е „Barley wine Bass Ale № 1“ на английската пивоварна „Bass Brewery“, която се появява на пазара около 1870 г.
Ечемичното вино може да бъде и по-силно от виното, но тъй като е направено от зърно, а не от грозде или плодове, то в действителност е вид бира. Има две основни разновидности на ечемичното вино: английски барли уайн, който е с по-малка хмелна горчивина и с по-голямо разнообразие в цветово отношение – варира от червеникавозлатист до черен, и американски барли уайн, който е по горчив с цветове, вариращи от кехлибарено до светлокафяво.

## Английски барли уайн
Това е най-плътният и силен английски ейл с малцова наситеност и сложен, интензивен вкус. Английските ечемични вина са с по-слаба горчивина, в сравнение с американските версии, по-тъмни като цвят, по-малцови и с по-наситени плодови вкусове и аромати. Използват се английски сортове хмел: Northdown, Target, East Kent Goldings и Fuggles, английски пейл и карамелни малцове, както и характерни английски дрожди.
Цветът варира от наситено златист до тъмнокафяв и дори черен, често с рубинени оттенъци. Образува слаба до умерена кремава пяна със слаба устойчивост.
Отличава се с богат и силно малцов аромат, с нотки на карамел и сушени плодове, умерена до силна малцова сладост и интензивен и сложен вкус, в който се открояват малц, сушени плодове, бисквити, орехи, тъмен карамел и меласа.
Типични търговски марки са: Thomas Hardy's Ale, Burton Bridge Thomas Sykes Old Ale, Robinson's Old Tom, J.W. Lee's Vintage Harvest Ale, Fuller's Golden Pride, Young's Old Nick (unusual in its 7.2% ABV), Whitbread Gold Label, Lakefront Beer Line, Heavyweight Old Salty.

## Американски барли уайн
В американските версии на ечемичното вино обикновено по-голямо внимание се отделя на хмелната горчивина, вкус и аромат. Използват се американски сортове хмел, пейл и тъмни малцове, и американски дрожди.
Цветът варира от светлокехлибарен до меден, по рядко светло до тъмнокафяв, често с рубинени оттенъци. Образува умерена до голяма пяна, с кремав до жълтеникаво-кафяв цвят, със слаба устойчивост.
Има наситен и интензивен малцов и хмелен аромат, с цитрусови и смолисти нюанси, поради използваните цитрусови или смолисти американски сортове хмел, и силен малцов вкус със значителна хмелна горчивина.
Типични търговски марки са: Sierra Nevada Bigfoot, Rogue Old Crustacean, Anchor Old Foghorn, Victory Old Horizontal, Brooklyn Monster Ale, Avery Hog Heaven Barleywine, Bell's Third Coast Old Ale, Weyerbacher Blithering Idiot, Three Floyds Behemoth, Old Dominion Millennium, Stone Old Guardian, Bridgeport Old Knucklehead, Hair of the Dog Doggie Claws, Left Hand Widdershins.